# Кара-Даг
Карада́г, або Кара́-Да́г, (крим. Qaradağ) — гірський масив у Кримських горах. Назва в перекладі з кримськотатарської означає «Чорна гора». Стародавній згаслий вулкан, що діяв 120—160 млн років тому. Єдиний древній вулкан, що зберігся в Східній Європі та Україні. Розміщений на території Феодосійської міськради.

## Загальний опис
Найвища вершина — гора Свята (576 м), за радянських часів називалася просто Карадаг. Хребти й вершини мають кримськотатарські назви: Коба-Топе (крим. Qoba Töpe — вершина з печерами), Сюрю-Кая (крим. Süyrü Qaya — Гостра скеля). Є ущелина Гяур-Бах (крим. Gâvur Bağ — Сад невірних), джерело Гяур-Чешме (крим. Gâvur Çeşme — Джерело невірних). На Карадазі доктор медицини Терентій Вяземський (1857—1914) заснував Карадазьку біологічну станцію. На базі станції 1979 року був створений Карадазький природний заповідник. Займає площу 22 км² від Коктебеля до селищ Щебетовка та Курортне.

## Мінерали та гірські породи
Карадаг — музей мінералів просто неба: знайдено понад сто мінералів та їхніх різновидів, зокрема й напівкоштовні сердолік, халцедон, агат, яшму.
Основні гірські породи, що складають масив Кара-Даг, мають вулканічне походження: кератофіри, частково альбітизований порфірит, порфірит, андезит, базальт.
Серед мінералів, що трапляються на Кара-Дазі, дуже популярні численні різновиди кварцу — власне кварц (у вигляді невеликих, але інколи добре прозорих кристалів у тріщинах і жеодах), халцедон, агат (часто неповторних, притаманних тільки цьому місцю, забарвлень і малюнків), опал, сердоліки різних відтінків, аметисти, цитрини, кварцово-халцедоновий онікс, яшма (яшмами на Карадазі називають дуже подібні до яшми різновиди халцедону — яшмоїди). Деякі рідкісні види яшм Карадагу за своїми художньо-декоративним якостям не поступаються уральським. Є тут типові для вулканічних масивів пластинчасті мінерали з групи цеолітів — гейландит і стильбіт, а також радіально-променисті зірчасті зростки голчастих цеолітів натроліту і мезоліту. Крім того, в пустотах мигдалин трапляються кристали анальциму й апофіліту.

## Галерея

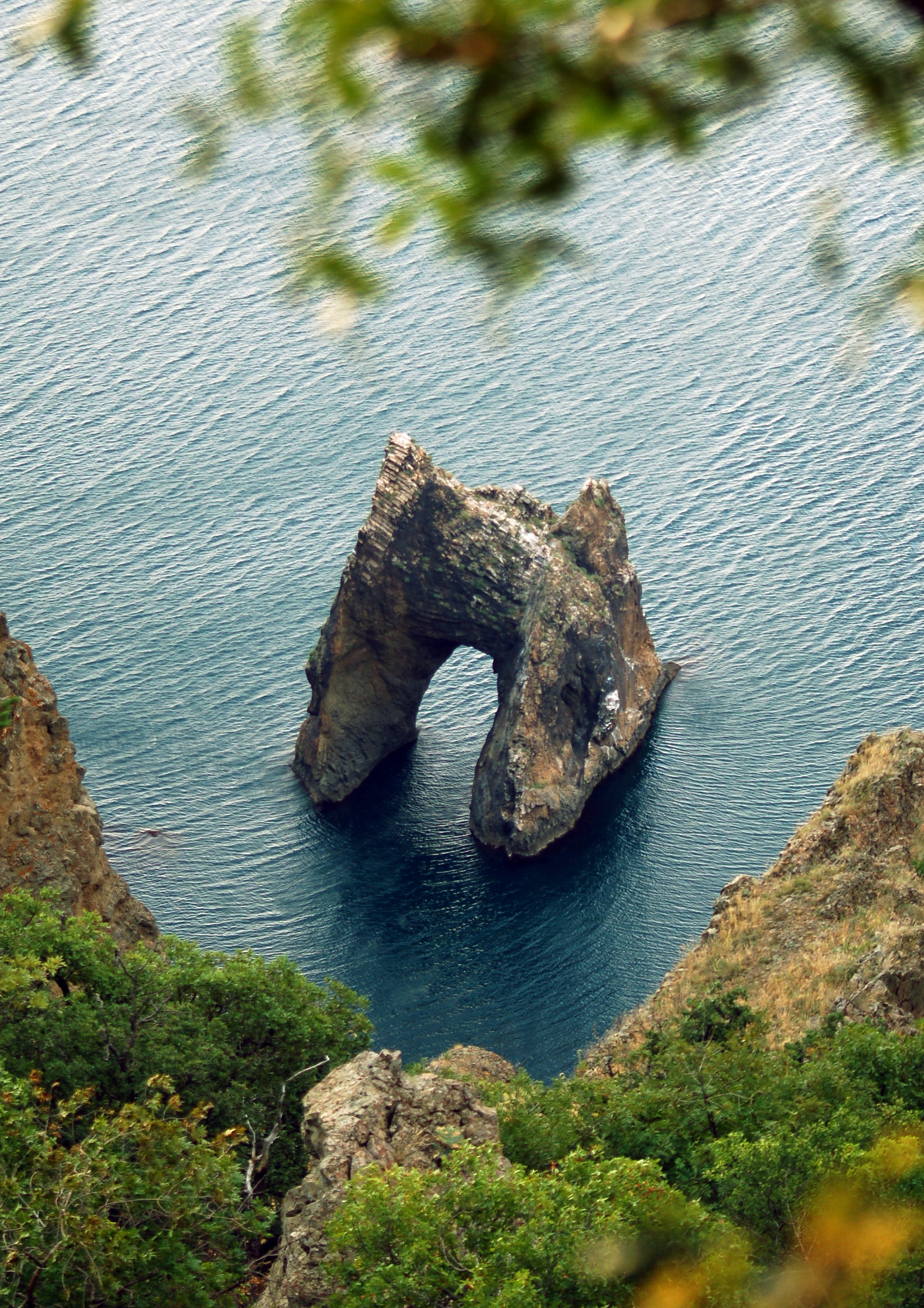
Золоті ворота
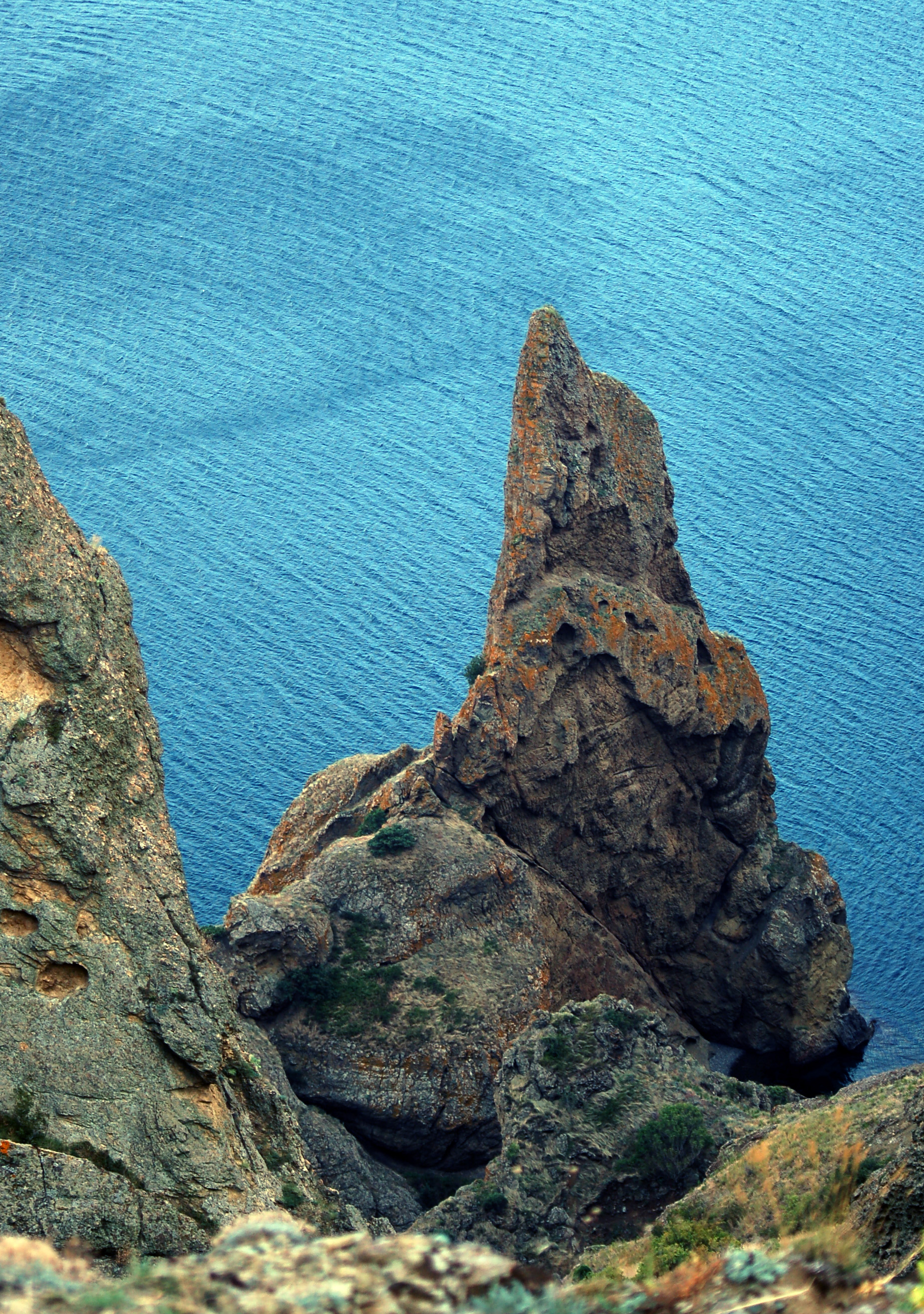
Скеля Іван-розбійник
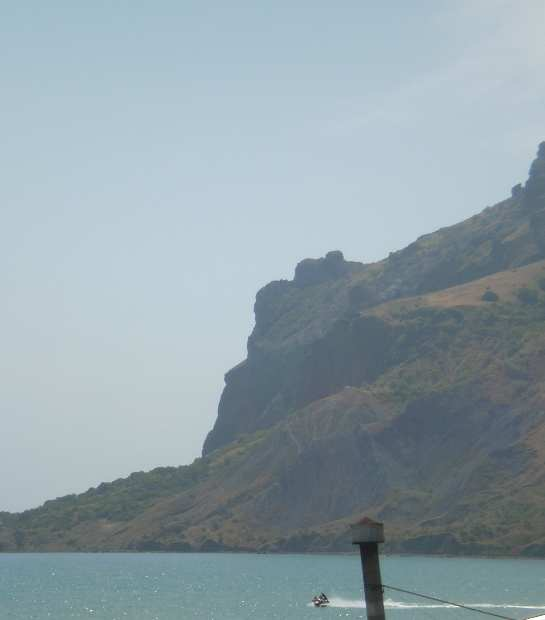
Схили Карадагу утворюють славетний «Профіль М. Волошина»
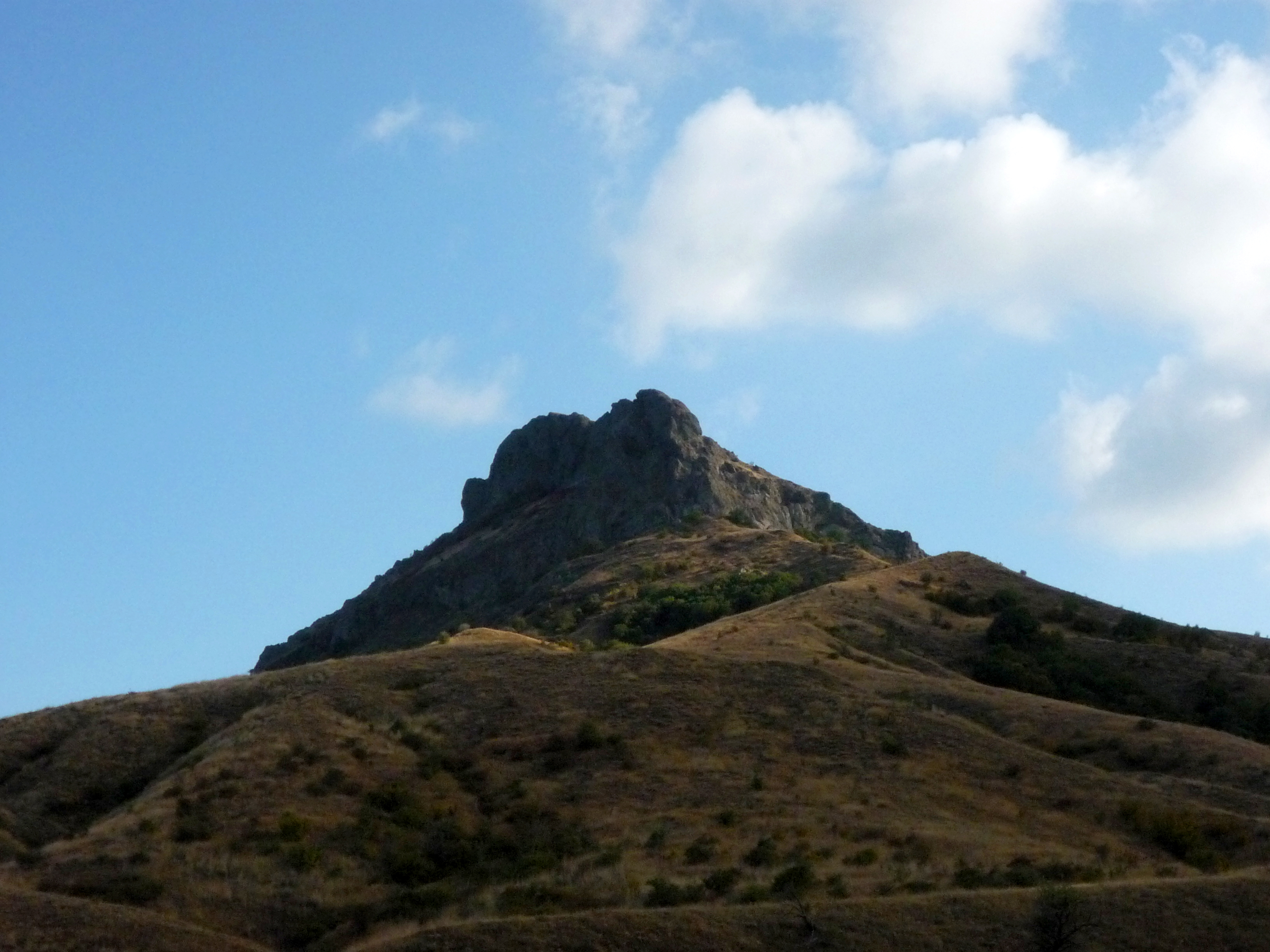
Одна з вершин Кара-Дагу
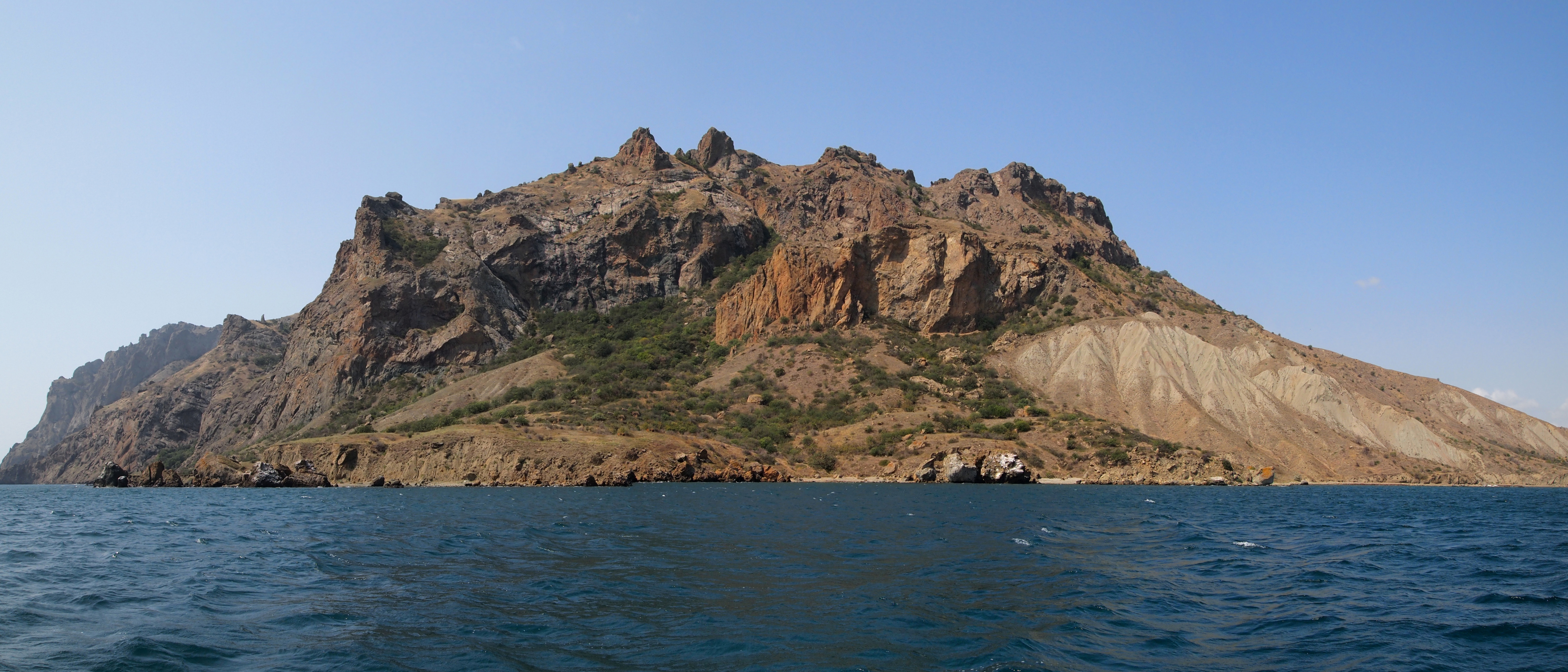
Вид на Кара-Даг з Чорного моря
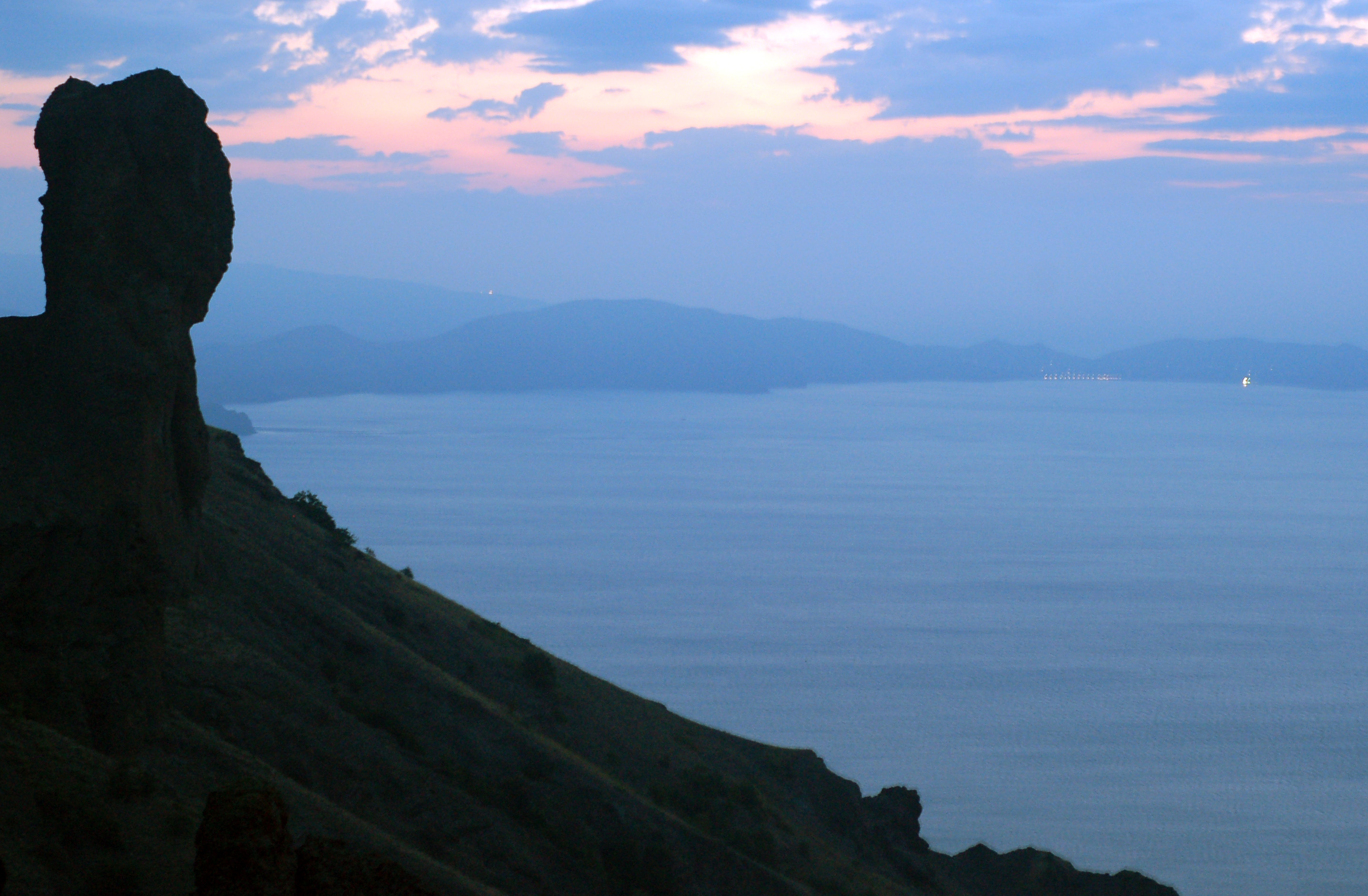
Схід сонця
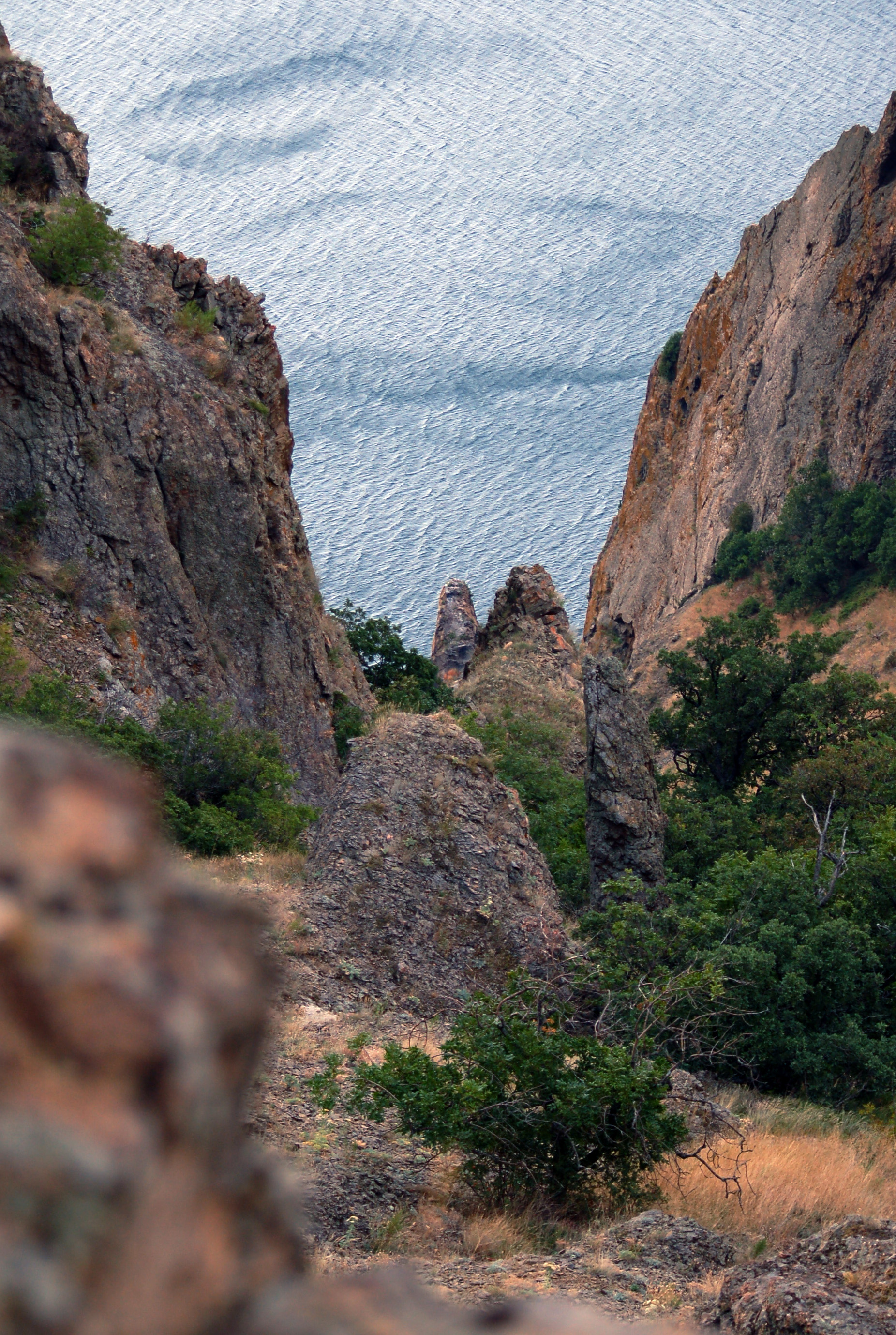
Ущелина